# Amphiura septemspinosa
Amphiura septemspinosa är en ormstjärneart som beskrevs av Hubert Lyman Clark 1915. Amphiura septemspinosa ingår i släktet Amphiura och familjen trådormstjärnor. Inga underarter finns listade i Catalogue of Life.